# Tarzan (joc video)
Tarzan, numit oficial Disney's Action Game: Tarzan, este un joc video de platformă din 1999, bazat pe filmul Disney cu același nume. Jocul îl prezintă pe Tarzan ca playable character în ipostazele sale de copil și adult, de-a lungul unui set de 13 misiuni diferite.
Disney's Tarzan face parte dintr-o serie de jocuri video dezvoltate de Eurocom Entertainment Software. În America de Nord au fost lansate versiuni pentru Game Boy Color la 28 iunie 1999, PlayStation și Microsoft Windows la 30 iunie 1999, și Nintendo 64 la 15 februarie 2000. În 2012, versiunea PlayStation a fost pusă la dispoziție pe PlayStation Store pentru PlayStation Vita.

## Gameplay
Disney's Tarzan se desfășoară pe un plan bidimensional, cu personaje și cadre tridimensionale. Pe lângă alergat și sărit, Tarzan poate să despice pământul, pentru a descoperi obiecte ascunse și zone secrete. Principala metodă a lui Tarzan de a ataca inamicii este prin aruncarea de fructe. Cuțitul este folosit în luptele corp la corp, iar alte arme, cum ar fi sulița și umbrela, apar exclusiv în anumite niveluri. Statusul de sănătate al lui Tarzan este reprezentat de o bară de viață, care se epuizează pe măsură ce este rănit. Bara de sănătate poate fi reîncărcată prin colectarea de banane, care sunt plasate în copaci și alte ascunzișuri.

Captură de ecran a versiunii PC

Nivelurile prezintă mai multe elemente ce trebuie colectate, cum ar fi monedele, sau cele patru bucăți ale schiței în creion realizate de Jane, care deblochează un bonus atunci când formează desenul complet. Un alt element de colectat este setul de litere T-A-R-Z-A-N. Printre dușmanii lui Tarzan se numără maimuțele, babuinii, vulturii și leopardul Sabor, precum și unii oameni, cum ar fi Clayton, vânătorul de gorile.

### Niveluri
| N° | Nivel                    | Player character |
| -- | ------------------------ | ---------------- |
| 1  | Welcome to the Jungle    | Tarzan copil     |
| 2  | Going Ape                | Tarzan copil     |
| 3  | The Elephant Hair Dare   | Tarzan copil     |
| 4  | Stampede                 | Tarzan copil     |
| 5  | Coming of Age            | Tarzan adult     |
| 6  | Sabor Attacks            | Tarzan adult     |
| 7  | The Baboon Chase         | Jane             |
| 7  | The Baboon Chase         | Tarzan adult     |
| 8  | Trashing the Camp        | Terk             |
| 9  | Campsite Commotion       | Tarzan adult     |
| 10 | Journey to the Treehouse | Tarzan adult     |
| 11 | Rockin' the Boat         | Tarzan adult     |
| 12 | Tarzan to the Rescue     | Tarzan adult     |
| 13 | Conflict with Clayton    | Tarzan adult     |

## Dezvoltare
Versiunea Game Boy Color a jocului Disney's Tarzan a fost dezvoltată de Digital Eclipse, întreprindere legată anterior de evoluția mai multor jocuri, printre care Klax, Joust și Paperboy. A fost primul joc video complet original al Digital Eclipse, pe care l-au proiectat de la zero. Echipa a avut la dispoziție 3 luni pentru a dezvolta jocul, și a fost formată din doi programatori, zece artiști și trei level designeri. Potrivit directorului tehnic al jocului, Mike Mika, conceptul inițial al jocului a fost „destul de ambițios”, mai multe mecanici de joc trebuind să fie eliminate din cauza constrângerilor de timp. Potrivit lui Mika, echipa a vrut să includă obiective de joc și mecanici care nu au fost încorporate, cum ar fi călăritul păsărilor, și niveluri care îl prezentau pe elefantul Tantor ca player character.

## Recepție
Disney's Tarzan a primit recenzii pozitive la lansare, criticii lăudând grafica jocului și fidelitatea acestuia față de povestea filmului. Rick Sanchez a recenzat versiunea PlayStation a jocului pentru revista Next Generation, acordându-i două stele din cinci, și declarând că „Tarzan este un titlu solid, dar neinspirat, care se rezumă la aspectul său. Jucătorii serioși nu vor descoperi prea multe elemente de valoare, dar ar putea încânta fanii care se înghesuie să vadă filmul”.
Versiunea pentru PlayStation a jocului Disney's Tarzan a primit premiul „Gold” pentru vânzări din partea Entertainment and Leisure Software Publishers Association (ELSPA), indicând vânzări de cel puțin 200.000 de exemplare în Regatul Unit.
Rick Sanchez a recenzat versiunea jocului pentru Nintendo 64, acordându-i trei stele din cinci, și scriind că „Disney Interactive a împrumutat cele mai bune trucuri ale jocurilor de platformă, și le-a pus laolaltă într-un singur pachet. Deși nu este nimic nou sau original în Disney's Tarzan, este totuși un joc decent”.
Janice Tong de la The Sydney Morning Herald a dat jocului trei stele din cinci, declarând: „Dacă nu aveți nicio remușcare în a măcelări bestii drăguțe Disney, acesta este jocul potrivit pentru dumneavoastră”.